# Walter Schönrock
Walter Schönrock (* 10. April 1913 in Berlin; † 18. März 1996 in Wittenberg) war ein deutscher Langstreckenläufer.

## Biografie
Walter Schönrock trat bei den Olympischen Sommerspielen 1936 in Berlin über 10.000 Meter an und belegte dabei den 21. Rang. Bei Deutschen Meisterschaften konnte Schönrock insgesamt vier Goldmedaillen gewinnen.
Schönrocks Mannschaftskameraden Max Syring und Karl-Heinz Becker waren zugleich seine Schwäger. Seine Enkelin Sybille Schönrock konnte bei den Olympischen Sommerspielen 1980 in Moskau als Schwimmerin eine Silbermedaille gewinnen.